# Парламентские выборы в Швейцарии (1893)
Парламентские выборы в Швейцарии проходили 29 октября 1893 года. Левые радикалы сохранили минимальное абсолютное большинство в парламенте, получив 74 из 147 мест Национального совета.

## Избирательная система

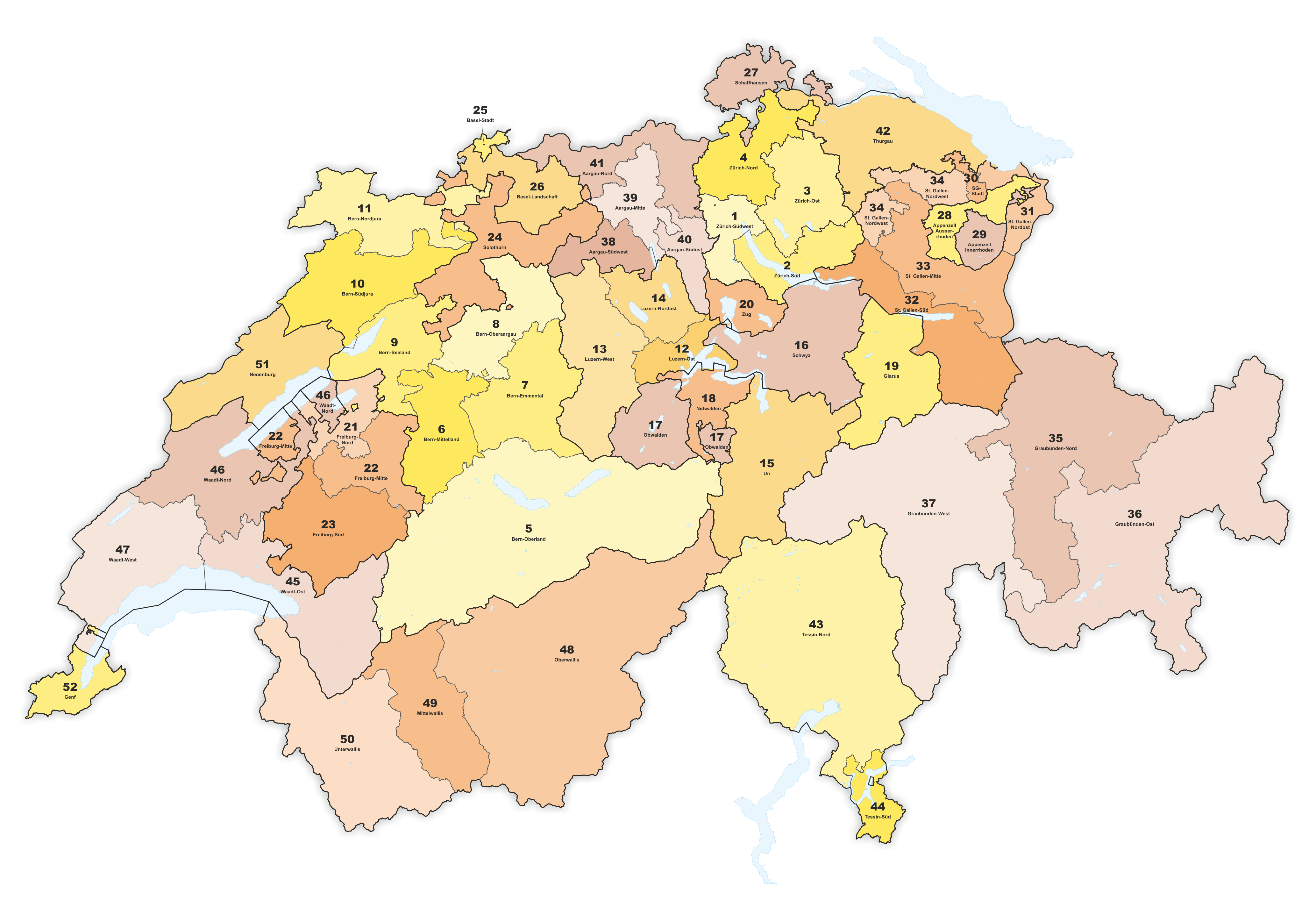
Карта Швейцарии, разделённая на 52 избирательных округа (1890—1899).

147 депутатов Национального совета избирались в 52 одно- и многомандатных округах. Распределение мандатов было пропорционально населению: одно место парламента на 20 тыс. граждан . 
Голосование проводилось по системе в три тура. В первом и втором туре для избрания кандидат должен был набрать абсолютное большинство голосов, в третьем туре достаточно было простого большинства. Каждый последующий тур проводился после исключения кандидата, набравшего наименьшее число голосов. 

## Результаты

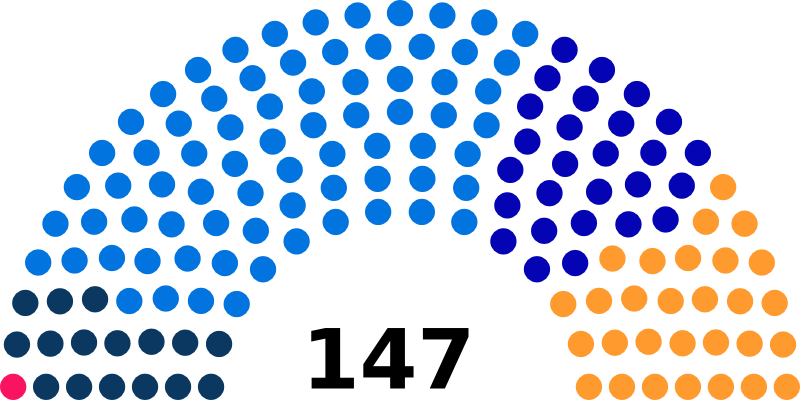
Распределение мест в Национальном совете (1893).

Наивысшая явка была зарегистрирована в кантоне с обязательным голосованием Шаффхаузен, где она составила 91,5 %. В кантоне Цуг явка оказалась наименьшей (17,5 %).
|  | Партия                               | Голосов | %    | Мест | +/– |
|  | Левые радикалы                       |         | 41,8 | 74   | 0   |
|  | Католические правые                  |         | 20,0 | 29   | –6  |
|  | Либеральные центристы                |         | 16,8 | 27   | +7  |
|  | Демократическая группа               |         | 10,3 | 16   | +1  |
|  | Социал-демократическая партия        |         | 5,9  | 1    | 0   |
|  | Правые евангелисты                   |         | 4,0  | 0    | –2  |
|  | Независимые                          |         | 1,2  | 0    | 0   |
|  | Всего                                | 391 610 | 100  | 147  | 0   |
|  | Зарегистрированных избирателей/ Явка | 670 948 | 58,4 | –    | –   |
|  | Источник: BFS                        |         |      |      |     |